# Grebenișu de Câmpie, Mureș
Grebenișu de Câmpie (în maghiară Mezőgerebenes, în germană Gerbesch) este satul de reședință al comunei cu același nume din județul Mureș, Transilvania, România.

## Localizare
Localitatea este situată pe pârâul Hârtoape, afluent al râului Lechința și pe drumul județean Târgu Mureș - Band - Șăulia.

## Istoric
Satul Grebenișu de Câmpie este atestat documentar în anul 1166

## Obiectiv memorial
Cimitirul soldaților germani din Al Doilea Război Mondial este amplasat vis-a-vis de școala veche și a fost amenajat în anul 1944. În acest cimitir sunt înhumați 162 militari. 